# Campeonato Carioca 1945
In 1945 werd het 40ste Campeonato Carioca gespeeld voor voetbalclubs uit de toen nog Braziliaanse hoofdstad Rio de Janeiro. De competitie werd gespeeld van 8 juli tot 18 november. Vasco da Gama werd kampioen. 

## Eindstand
| Plaats | Club          | Wed. | W  | G | V  | Saldo | Ptn. |
| ------ | ------------- | ---- | -- | - | -- | ----- | ---- |
| 1.     | Vasco da Gama | 18   | 13 | 5 | 0  | 58:15 | 31   |
| 2.     | Botafogo      | 18   | 12 | 3 | 3  | 43:14 | 27   |
| 3.     | America       | 18   | 12 | 1 | 5  | 49:29 | 25   |
| 3.     | Flamengo      | 18   | 11 | 3 | 4  | 55:26 | 25   |
| 5.     | Fluminense    | 18   | 8  | 5 | 5  | 37:26 | 21   |
| 6.     | São Cristóvão | 18   | 5  | 4 | 9  | 27:37 | 15   |
| 7.     | Canto do Rio  | 18   | 5  | 3 | 10 | 29:42 | 13   |
| 8.     | Bangu         | 18   | 5  | 1 | 12 | 29:57 | 11   |
| 9.     | Bonsucesso    | 18   | 3  | 0 | 15 | 22:75 | 6    |
| 9.     | Madureira     | 18   | 2  | 3 | 13 | 21:49 | 6    |

|  | Kampioen |

### Kampioen
| Campeonato Carioca de 1945        |
| Rio de Janeiro                    |
| --------------------------------- |
| VASCO DA GAMA Kampioen (6° titel) |

## Topschutters
| Speler            | Speler         | Goals | Club          |
| ----------------- | -------------- | ----- | ------------- |
| Vlag van Brazilië | Lelé           | 15    | Vasco da Gama |
| Vlag van Brazilië | Ademir Menezes | 13    | Vasco da Gama |
| Vlag van Brazilië | Heleno         | 13    | Botafogo      |
| Vlag van Brazilië | Adílson        | 13    | Flamengo      |
| Vlag van Brazilië | Zizinho        | 12    | Flamengo      |
| Vlag van Brazilië | China          | 12    | America       |